# Ишутино (Нижегородская область)
Ишу́тино — деревня в Вачском районе Нижегородской области. Входит в состав Чулковского сельсовета.
В прошлом — деревня Больше-Загаринского прихода Загаринской волости Муромского уезда Владимирской губернии.
Находится на расстоянии около 3,5 км на северо-восток от села Большое Загарино.

## Из истории
- В 1840-х годах Ишутино входило в состав владений жены генерал-лейтенанта Николая Ивановича Крузенштерна (сына известного мореплавателя И. Ф. Крузенштерна) Елизаветы Фёдоровны Крузенштерн[2].
- В «Историко-статистическом описании церквей и приходов Владимирской Епархии» за 1897 год сказано, что деревня Ишутино относится к приходу села Большое Загарино[3].

## Население
| 1859 | 1905 | 1926 | 1999 | 2002 | 2010 |
| ---- | ---- | ---- | ---- | ---- | ---- |
| 233  | ↗310 | ↗338 | ↘37  | ↘29  | ↘11  |

 5 человек